# Наммальвар
Наммальвар (там. நம்மாழ்வார்; 880—930) — индийский поэт и религиозный деятель, один из двенадцати альваров Южной Индии, среди которых считается величайшим. Наммальвар является автором ряда поэтических произведений, посвященных Вишну. Его образ находится во многих храмах, а его стихи являются частью ритуального поклонения в храмах а.
В хронологическом порядке Наммальвар является пятым из двенадцати альваров. Он почитается как наиболее талантливый среди них, а также наиболее плодотворный. На него приходится 1352 из 4000 строф в сборнике Дивья-прабандха. Некоторые считают Наммальвара одним из трех великих мистиков Индии наряду с Маниккавасагаром и Кабиром. По традиции каждый альвар почитается как воплощение какого-либо атрибута или спутника Вишну. Наммальвар признан воплощением Вишваксены.

## Любовная лирика как образец религиозной поэзии
Любовная лирика стала сокровищем древней тамильской культуры и литературы. Её расцвет пришёлся на ранние века первого тысячелетия нашей эры. Индолог Аттипат Рамануджан назвал её «внутренним пейзажем», описывающем мировосприятие древней Индии. За несколькими исключениями она представлена стихами от лица мужчины или женщины. Стихи заучивались наизусть и передавались из уст в уста, и так из поколение в поколение. Стихи говорят о любви и разлуке, надежде и желании видеть возлюбленного. Чем-то тамильская лирика напоминает «Песнь песней Соломона», сборник свадебных песен без единого сюжета. Однако в отличие от «Песни Соломона», которая никогда не включались в канон религиозной литературы, тамильская любовная поэзия легла в основу верований. В течение нескольких веков вайшнавские поэты сочиняли всё новые стихи в традиционном тамильском жанре, однако с усиленным и явным религиозным значением. Они легли в основу религиозной этики и почитания Вишну. «Он» стал любимым Господом, а «она» — душой, ищущей встречи со своим возлюбленным. 
Мое невинное сердце желает
Бутоны прохладного прекрасного туласи, которые украшают
Того, кто охватил своими шагами весь мирОтрывок из Тирувируттам, стих 76
Стихотворения Наммальвара стали образцом религиозной поэзии. Наммальвар считается наиболее выдающимся святым и мистиком среди альваров как по числу произведений, так и по вкладу, который он внес в вайшнавскую философию и теологию. Наммальвар высоко ценится в шри-вайшнавизме и почитается как «кулапати» (kulapati), основатель вайшнавской общины. В Южной Индии его с любовью называют «нам-альвар» (Nam Alvar), то есть «наш святой» или «наш глубокий мистик».

## Имена Наммальвара
Родители при рождении назвали сына Мараном (Maran, Māraṉ). Наммальвар также известен под другими именами: Сатакопан (Sathakopan, Caṭakōpaṉ) и Паранкуса (Parankusa). Сам святой в своих стихах себя именует Мараном Сатакопаном или Курухуром Сатакопаном (Kuruhur Sathakopan).

## Агиография Наммальвара

### Происхождение Наммальвара
По преданию Наммальвар родился в 3059 году до нашей эры. Однако по современным оценкам считается, что он жил в 880—930 годах нашей эры.
Наммальвар родился в местечке Тируккурухур (Tirukkuruhur) в Тамилнаде, на месте которого находится современный город Альвартерунагари (Alwarthirunagari, Azhwar Thirunagari). Его родителями стали Карьяр (Kariyar) и Удаяанангайяр (Udayanangaiyar), оба преданные Вишну. Семья относилась к низшей касте, а следовательно, и сам Наммальвар был шудрой, то есть неприкасаемым. Ему был запрещен доступ в храм и изучение священных текстов. Брахманы не должны были с ним иметь дела как с существом нижестоящего социального класса. Некоторые богословы считают, что Наммальвар, напротив, происходил из княжеской семьи, хотя и имел социальный статус шудры. Обстоятельства его жизни сложились таким образом, чтобы показать миру, что «каста основана не на рождении, а на поведении».
Наммальвар почитается как божественное воплощение, и народная молва характеризует его как йога с рождения. По преданию, Наммальвар был экстраординарным ребёнком. Он не открывал глаз, не издавал звуков и не двигался. Встревоженные родители могли решить, что у него умственные или физические отклонения, и оставили его под деревом тамаринда. В другой более благозвучной версии родители отнесли ребёнка в местный храм Адинатха (Вишну), где он сам решил остаться под храмовым деревом. В непогоду он укрывался в дупле дерева. В таком состоянии он пребывал в течение 16 лет. Считается, что Наммальвар находился в глубокой медитации и ни на кого не реагировал.
Когда Мадхуракави увидел в нём божественную силу, он разбудил Наммальвара от транса и просил его духовного наставничества. Считается, что Наммальвар пережил видение Вишну, после чего начал сочинять спонтанные тамильские гимны необыкновенной возвышенной красоты и мистической глубины. Его поэтические произведения известны как «Тируваймоли» (Tiruvaymoli) или божественные высказывания. Дословно «Тируваймоли» означает священные («тиру») слова («моли»), исходящие из уст святого.

### Учитель и ученик: Наммальвар и Мадхуракави
Мадхуракави (Madhurakavi) сыграл ключевую роль в распространении духовного наследия Наммальвара. По вайшнавской традиции он сам причислен к группе святых поэтов-подвижников. Мадхуракави родился в семье брахмана в местечке Тирукколур (Thirukkolur) в Тамилнад. Считается, что он на несколько лет старше Наммальвара. По преданию, Мадхуракави совершал паломничество в Северную Индию и ощутил незримое божественное сияние. Когда он приблизился к его источнику, то обнаружил Наммальвара. Тот сидел под деревом, погруженный в медитацию. Мадхуракави разбудил его вопросом: если малое рождается в мертвом теле, что оно будет есть и где останется? Философский смысл вопроса состоял в том, что если душа воплощается в теле, каковы её дальнейшие действия? Наммальвар прервал молчание и ответил: «Что оно будет есть, оно будет отдыхать!». Теологи интерпретируют его ответ как, если душа отождествляется с телом, она будет считать себя телом, а если она будет служить божественному, она останется на Вайкунтхе. Мадхуракави Альвар осознал божественность юноши. Признав в нём продвинутого подвижника, Мадхуракави принял Наммальвара в качестве своего учителя. Это было вне общественных норм, поскольку оба принадлежали разным кастам. Считается, что Мадхуракави записывал спонтанные сочинения Наммальвара.

Собиратель гимнов альваров Натхамуни превозносит величие Мадхуракави в одном из своих стихов:
Мадхуракави знал святого Сатакопу как единственного настоящего проводника и наставника;
Он не знал никого другого, кроме него;
Он обрадовался пению Сатакопой святых Упанишад.
Он признал в Наммальваре высшего мастера благодаря его благородным качествам и добродетелям.Натхамуни
Видный представитель вишишта-адвайты Ведантадешика характеризовал Мадхуракави как образцового ученика, который демонстрирует пример глубокой преданности своему учителю, то есть пример любви к учителю (ачарья-бхакти).
Единственным сохранившимся произведением Мадхуракави считается стихотворение из 11 стихов на тамильском языке, в котором Наммальвар именуется «Каннинун-шируттамбу» (Kanninun-Siruttambu). Стихотворение входит составной частью в сборник Дивья-прабандха. Согласно Ведантадешике, Мадхуракави описывает десять достоинств Наммальвара. Ему приписываются божественные качества: как и Господь, он защищает от неведения и спасает души. Отношения между Наммальваром и Мадхуракави рассматриваются как образцовые. Выбрав Наммальвара в качестве учителя, он принял в нём прибежище, полагая, что предание себя на милость учителя приведет его к освобождению. В последующем пример их отношений лег в основу доктрины «ачарьябхимана» (acaryabhimana) или любви учителя к ученику.
В шри-вайшнавизме Мадхуракави признан воплощением Гаруды.

## Мистика Наммальвара
Анализ содержания сочинений Наммальвара показывает, что он был одарён духовным знанием. Во вступительном гимне к «Тируваймоли» Наммальвар провозглашает, что он благословлён знанием Господа, в результате чего он охвачен к Нему сильной любовью (matinalam). Наммальвар оказывается знаком с Ведами, Упанишадами, Рамаяной, Махабхаратой, Пуранами и Агамами. Это следует из отсылок, которые он делает в своих произведениях на тезисы из Упанишад, эпизоды Пуран и истории воплощений Вишну. В традиционной трактовке Наммальвар получил знания по божественной милости напрямую от Вишну, как это произошло с великими мудрецами прошлого, которым Всевышний раскрыл знание Вед. Таким образом, учителя у Наммальвара отсутствовали, и он формально не изучал священные писания. Собиратель сочинений альваров Натхамуни превозносит Наммальвара, как того, кто «перевел» санскритские Веды на доступный всем тамильский язык. Хотя Наммальвар относился к нижней касте, он демонстрирует уважение к Ведам и декларирующим их брахманам.
Совершал ли Наммальвар паломничества к святым местам или нет, нам не известно. Однако в гимнах он воспевает 33 святые места. Он упоминает Вадамадурай (Vadamadurai), современный город Матхура в Северной Индии; и Туварапати (Tuvardpati), современную Двараку. Без учета этих двух мест паломничества, посвященных Кришне и Раме, самой дальней святыней к нему в Южной Индии является Тирупати в штате Андхра-Прадеш. Подавляющее число упомянутых мест расположено в Тамилнаде и Керале. Традиция утверждает, что Наммальвар имел божественное видение святых мест благодаря своей способности йога.

## Духовное наследие Наммальвара
Поэтическое наследие Наммальвара включает четыре произведения, состоящие из гимнов на тамильском языке. Все они сочинены в духе вишишта-адвайта-веданты, доктрины, которая в последующем будет формализована Рамануджей. К ним относятся «Тирувируттам» (Tiruviruttam, 100 стихов), «Тирувачирьям» (Tiruvaciriyam, 7 строф), «Перья Тирувандади» (Periya Tiruvandadi, 87 стихов) и «Тируваймоли» (Tiruvaymoli, крупнейший сборник из 1102 гимнов).

### Тирувируттам
Произведение о пламенном стремлении души к общению с Вишну. Наммальвар представляет себя в качестве супруги, которая отделена от своего возлюбленного Вишну. Он выражает свое устремление к воссоединению с Вишну. Страдания, вызванные разлукой, описываются с помощью богатых поэтических образов. Наммальвар взывает как непосредственно к Вишну, так и к его воплощениям, моля о милости и воссоединении.

### Тирувасириям
Стихотворение кратко описывает личность Вишну, Его славу, путь и средства достижения Вишну, а также природу высшей цели, освобождение души.

### Перья Тирувандади
Одно из значительных произведений, в котором демонстрируется глубокая любовь Наммальвара к Вишну. Он описывает величие Вишну как единственного спасителя человечества. Души ассоциируются с детьми, которых Он любит и для которых Вишну легко доступен. Наммальвар призывает поклоняться Вишну всеми возможными способами, несмотря на то, что люди неспособны понять Его величие и выполнить соответствующее служение. Взывая к собственному уму, Наммальвар просит его о прямом опыте познания Вишну.

### Тируваймоли
Самое большое произведение из 1102 гимнов, разделенное на десять разделов, называемых «патту» (pattu) по 100 стихов в каждом. Каждый раздел содержит десять декад, каждая декада, в свою очередь, имеет одиннадцать стихов, называемых «пашурамы» (pasurams). Гимны представляют собой любовную лирику, вдохновленную опытом божественного познания. В них воспевается во всех аспектах слава и величие Вишну. Содержание произведения логично выстроено и имеет целью показать путь освобождения. В начале Наммальвар описывает тоску по прямому общению с Вишну. Для её удовлетворения необходимо непрерывное богопочитание. Затем Наммальвар раскрывает природу Вишну. Он является Высшей реальностью (Парататтва), целью человеческой жизни и Он сам является средством её достижения. Каждая часть произведения посвящена конкретной теме, связанной с природой Вишну и его достижением. Таким образом, весь сборник гимнов представляет собой целостную философскую работу, отражающую пять положений вишишта-адвайта-веданты. К ним относятся Брахман или Высшая реальность, цель жизни (освобождение), джива или стремящаяся обрести Вишну душа, духовная практика или средства достижение цели, препятствия на пути освобождения.
| Произведение        | Структура   | Аудио-образец |
| ------------------- | ----------- | ------------- |
| Tiruviruttam        | 100 стихов  | Не найдено    |
| TiruvAsiriam        | 7 стихов    | Ссылка        |
| Periya Tiruvanthadi | 87 стихов   | Ссылка        |
| Thiruvaimozhi       | 1102 стихов | Ссылка        |

Как выразился индолог Фрэнсис Клуни из Гарвардского университета, сказать, что стихи Наммальвара так же сложны, как и прекрасны, означало бы сделать им комплимент, поскольку без знания богатого литературного, богословского и духовного значения их любовные загадки невозможно разгадать. Все четыре произведения высоко ценятся в шри-вайшнавизме. По сравнительному выражению, они символизируют четыре Веды: Ригведу, Яджурведу, Самаведу и Атхарваведу. В вайшнавской интерпретации «Тируваймоли» представляет собой «тамильские Веды». Натхамуни характеризует «Тируваймоли» как океан тамильских Вед.
Добродетельные ведические провидцы
Были благословлены,
Украшая Ваше тёмное тело, Ваши красноватые глаза и Ваши лотосные стопы,
Я как слепая корова, взывающая к стаду,
Чтобы вернуться в дом.
Я повторяю Ваши несколько имен,
Что еще может сказать Ваш слуга?Отрывок из Тирувируттам, стих 94
Несмотря на то, что религиозная поэзия сформировала мировоззрение миллионов верующих, большая часть трудов альваров недоступна для читателей на Западе. Отдельные переводы осуществлялись христианскими миссионерами в начале XX столетия, чтобы лучше знать тамильскую литературу и культуру в своих целях. Один из современных примеров перевода демонстрирует индолог Арчана Венкатешан (Archana Venkatesan). Она перевела с тамильского и прокомментировала 100 стихов Тирувируттам.

## Религиозно-философское значение
Произведения Наммальвара способствовали распространению вайшнавизма в Южной Индии. Наряду с тремя наянарами он повлиял на вероисповедание правящих кругов из династии Паллавов, что привело к переходу Южной Индии от буддизма и джайнизма к индуизму. Правитель Раджендра I Чола в 1012—1044 годах утвердил чтение гимнов Наммальвара в качестве основного содержания храмового ритуала. Их популярность стала огромной, в народе говорили — «от этих стихов кости размягчаются». Наммальвар сыграл ключевую роль в популяризации вайшнавизма. Объясняется это тем, что в отличие от священных текстов на санскрите, его стихи были сочинены на народном тамильском языке. Поэтическое представление любви и преданности было прекрасно, насыщено и образно. Это не могло не тронуть сердца миллионов верующих. В последующем любовная лирика была использована теологами вайшнаизма для обоснования вишишта-адвайты.

## Храмы и праздники Наммальвара
Наммальвар почитается в дни праздника Гаруда-сева (Garudasevai) в Нава-Тирупати (Nava Tirupathi) и праздника Араяр-сева (Araiyar Sevai) во время Вайкунта-экадеши в Шрирангаме. Ему посвящено девять храмов Вишну в округе Тутикорин (Тамилнад). В дни праздника фестивальное (переносное) мурти Наммальвара возят в паланкине в каждый из девяти храмов и поют его произведения. Фестиваль привлекает в храмы множество паломников.
С Наммальваром связан храм Альвартирунагари Перумал (Alwarthirunagari Perumal Temple, 8°36′26″ с. ш. 77°56′17″ в. д.), расположенный на родине альвара, в городе Альвартерунагари. В Тирупати можно найти храм в честь Наммальвара (Nammalvar Temple, Sri Nammalwar Sannidhi, 13°39′21″ с. ш. 79°25′15″ в. д.), который находится недалеко от статуи быка Нанди на улице, ведущей к храму Шри Капилишвара.
Стихи Наммальвара и других альваров читаются как часть ежедневных молитв, а также во время праздников в большинстве вайшнавских храмов в Южной Индии. В ходе поклонения брахманы просят Вишну вернуть Наммальвара человечеству, чтобы его слова и облик продолжили вдохновлять и спасать последователей.